# Championnat du monde masculin de curling 1983
Navigation
Édition précédente Édition suivante
Le Championnat du monde masculin de curling 1983, vingt-cinquième édition du championnat du monde de curling, a eu lieu du 11 au 17 avril 1983 à Regina, au Canada. Il est remporté par le Canada.